# 草野たき
草野 たき（くさの たき、1970年 - ）は、日本の小説家。

## 略歴
神奈川県出身。実践女子短期大学卒業。
1999年、『透きとおった糸をのばして』で講談社児童文学新人賞を受賞。2001年、同作で児童文芸新人賞を受賞。
2007年、『ハーフ』で日本児童文学者協会賞を受賞。

## 作品
- 『ハチミツドロップス』（講談社） 2005.7 ISBN 9784062129992
- 『透きとおった糸をのばして』（講談社文庫） 2006.6 ISBN 9784062103374
- 『教室の祭り』（北見葉胡イラスト、岩崎書店、わくわく読み物コレクション） 2006.10 ISBN 9784265060641
- 『猫の名前』（講談社文庫） 2007.7 ISBN 9784062113878
- 『リボン』（ポプラ社、teens’ best selections 11） 2007.11 ISBN 9784591099841
- 『ハーフ』（ジャイブ、ピュアフル文庫） 2008.3 ISBN 9784591092521
- 『メジルシ』（講談社） 2008.5
- 『反撃』（ポプラ社、teens’ best selections 23） 2009.9
- 『ハーブガーデン』（北見葉胡イラスト、岩崎書店、物語の王国 10） 2009.10
- 『リリース』（ポプラ社、teens’ best selections 27） 2010.4
- 『ふしぎなのらネコ』（くさのたき名義、つじむらあゆこ絵、金の星社） 2010.9　ISBN 978-4-323-07177-0
- 『空中トライアングル』（講談社） 2012.8
- 『ハッピーノート』（ともこエヴァーソンイラスト、福音館書店、福音館文庫）2012.11 ISBN 9784834020311
- 『グッドジョブガールズ』（ポプラ社、teens’ best selections 38） 2015.8
- 『Q→A』（講談社） 2016.6
- 『マイブラザー』（ポプラ社、teens’best selections 58） 2021.11
- 『最高のともだち』（講談社） 2023.8